# Dżedchonsuiufanch
| R8 | U36 | D1 · Q3 | N35 | M17 | Y5 · N35 · N5 · Z1 | I10 · X1 | O50 · N35 | M23 | G43 | A41 | M17 | V1 · I9 | S34 | N35 · O50 · Y1 | A3 |

| R8 | U36 | D1 · Q3 | N35 | M17 | Y5 · N35 · N5 · Z1 | I10 · X1 | O50 · N35 | M23 | G43 | A41 | M17 | V1 · I9 | S34 | N35 · O50 · Y1 | A3 |

Dżedchonsuiufanch - Boski Ojciec Pierwszy Prorok Amona-Re Wieczny Chonsu przemawia i on żyje - wielki kapłan Amona. Syn Pinodżema I i Isetemachbit I. Objął tron pontyfikalny w Tebach po śmierci brata Masaharty w niezwykle trudnym okresie niepokojów, zamieszek i wojny domowej, wyznaczony na to stanowisko przez swego ojca. Być może zginął w czasie działań wojennych, na co może wskazywać niespełna dwuletni okres jego rządów. Władzę kapłańską przejął po jego śmierci, jego przyrodni brat Mencheperre, syn Pinodżema I i Duathathor Henuttaui II.
W czasie jego pontyfikatu równocześnie władzę sprawowali Pinodżem I (jako król Górnego i Dolnego Egiptu w Tebach) i Psusennes I (jako król Górnego i Dolnego Egiptu w Tanis).